# Survey of Palestine

Estudio de Palestina 1949-1958 1:100.000 mapa topográfico.

Survey of Palestine o Departamento Topográfico de Palestina (en hebreo: המרכז למיפוי ארץ ישראל‎) fue la oficina gubernamental encargada de medir y cartografiar Palestina durante el Mandato británico del territorio homónimo. Después de 1948 se convirtió en el Departamento Topográfico de Israel.
Establecido en 1920 en Jaffa, y trasladado a las afueras de Tel Aviv en 1931, elaboraron la cuadrícula cartográfica de Palestina.
A principios de 1948, se designaron los directores generales interinos para cada uno de los futuros Estado Árabe y Estado Judío, bajo los términos del Plan de Naciones Unidas para la partición de Palestina; los archivos y mapas ya existentes se iban a compartir. Sin embargo, durante la guerra árabe-israelí de 1948, los camiones británicos que iban a entregar la parte perteneciente al Estado Árabe fueron desviados hacia Tel Aviv. Hoy día, los mapas históricos están guardados en el Departamento Topográfico de Israel, la Universidad Hebrea de Jerusalén, el Ministerio de agricultura y desarrollo rural y el Ministerio de Defensa de Israel.
Los mapas producidos por el departamento han sido ampliamente utilizados por investigadores para «cartografíar a los refugiados palestinos», documentando el Éxodo palestino de 1948, destacando el Atlas de Palestina de Salman Abu Sitta y Todo lo que Queda de Walid Khalidi. En 2019 los mapas fueron usados como base para el proyecto Palestine Open Maps, respaldado por Bassel Khartabil Free Culture Fellowship.

## Historia

Mapa mostrando la tierra cartografiada en 1947, que corresponde aproximadamente a la tierra asignada al Estado Judío en Plan de Partición de las Naciones Unidas para Palestina

Antes del comienzo del Mandato de Palestina, los británicos llevaron a cabo dos importantes estudios de la región: El PEF Survey of Palestine entre 1872 y 1880, y algunos mapas de menor escala desarrollados por el Cuerpo Real de Ingenieros del General Allenby para la Campaña del Sinaí y Palestina entre 1915 y 1918.
Inmediatamente tras el inicio de la Administración del Territorio Enemigo Ocupado, la Organización Sionista Mundial comenzó a presionar a las autoridades británicas para realizar un levantamiento catastral del territorio con el objetivo de facilitar a los judíos la adquisición de tierras en Palestina. La organización sionista quería usar los resultados del estudio para identificar el territorio disponible para asentamientos judíos y las estrategias necesarias para adquirirlas, ya fuera privada, del Estado u otro tipo de propiedad. Inicialmente, el estudio fue dificultado por la población árabe, que lo consideraba un intento de venta de sus tierras a sus espaldas dadas las diferencias entre las leyes otomanas, el derecho consuetudinario sobre la propiedad de las tierras y el nuevo sistema que requería una «demostración absoluta de la propiedad».
La estructura de triangulación nacional se completó en 1930, y consiste en 105 puntos mayores y 20 000 puntos de menor orden. El levantamiento de 1/10 000 fue completado en 1934, seguido del 1/2 500 sobre la propiedad para la distribución de tierras. Ambos levantamientos formaron la base para la publicación de las series topográficas de 1:20 000 y 1:100 000.
En 1940 el departamento ya no tenía la responsabilidad de adjudicar tierras a las solicitudes de asentamientos, y se concentró en el trabajo topográfico. La Normativa para Transferencia de la Tierra 1940 había dividido Palestina en tres regiones con distintas restricciones para la venta cada una. En la Zona "A", que incluía Montes de Judea en su conjunto, algunas áreas del subdistrito de Jaffa, el Distrito de Gaza, y la parte norte del subdistrito de Beersheba; estaban prohibidos nuevos contratos de venta de tierra a personas no árabes palestinos, sin el permiso del Alto Comisionado. En la Zona "B", que incluía el Valle de Jezreel, el este de Galilea, una zona de planicie costera al sur de Haifa, una región al norte del Distrito de Gaza, y la parte sur del subdistrito de Beersheba; la venta de tierra por palestinos árabes estaba prohibida, excepto a palestinos árabes. En la "zona libre", que consistía en la Bahía de Haifa, la planicie costera desde Zikhron Ya'akov a Yibna, y las vecindades de Jerusalén; no existían restricciones. La razón dada para la regulación era que al Mandato se le requirió "asegurar que los derechos y posiciones de otros sectores de la población no fueran perjudicados", y cerciorarse de que "tal transferencia de tierra debe ser restringida, si se quiere que los agricultores árabes mantengan su actual nivel de vida, ya que de otra forma, se generaría una población árabe con una considerable carencia de tierra".
Para la Guerra árabe-israelí de 1974 a 1949, el estudio había terminado los mapas topográficos para todas las áreas excepto el sur de Negev, aunque había confirmado los títulos de tierra en menos del 20 % del territorio, especialmente en zonas de colonización judía. No se realizó un estudio catastral en el área que se convirtiera en Cisjordania, hasta después de 1948, una situación que causó importantes desafíos en los años venideros.
El departamento creció de forma significativa durante el periodo del mandato: Empezó con 46 profesionales en 1921, de los que 25 fueron reclutados de fuera de Palestina, y para 1942 tenía 215 profesionales, con solamente 11 de fuera de palestina. El departamento imprimió 1800 planos y mapas en 1926, 19.000 en 1929, 64.000 en 1933 y 100.000 en 1939. Hubo dos escuelas para formación de topógrafos palestinos y árabes, una en Jenin que operó un año desde 1942, y la otra en Nazaret que abrió en 1944.

## Tierras en disputa

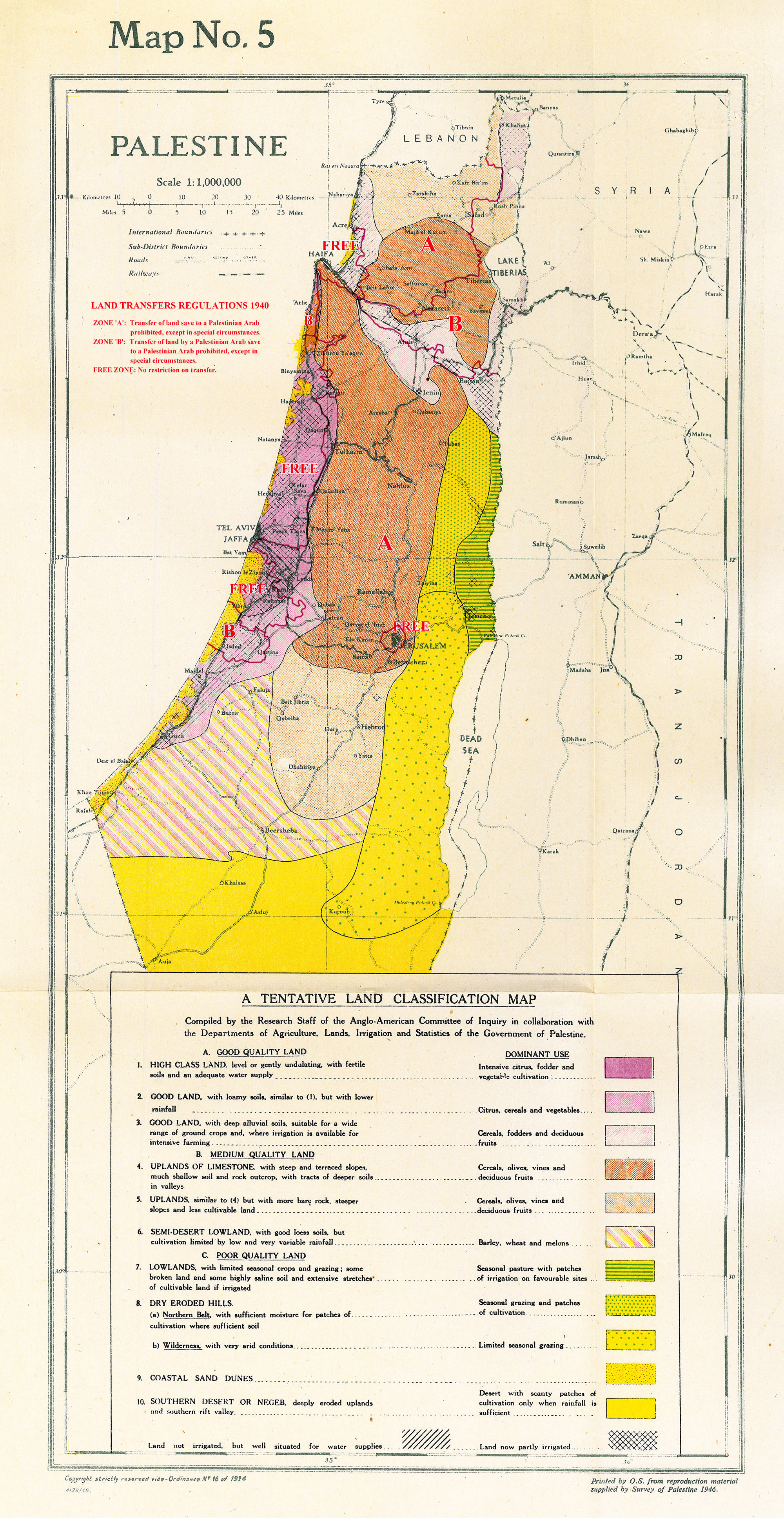
Clasificación de tierra, prescrita en 1940

En 1937, el entonces Comisario de Tierras y estudios topográficos, el Teniente Coronel F. J. Salmón, describió la importancia del trabajo del departamento respecto a permitir la compra de tierras:
En los días del Imperio Otomano, un título sobre una porción de tierra era un documento muy poco concreto. No existía un registro cartográfico, del área o su posición; la descripción era, cuando menos, ambigua y la extensión que se determinaba para su tasación, era casi siempre falseada para ahorro del bolsillo del propietario. Existían grandes bloques y, en áreas donde no había asentamientos, todavía están, compartidos por gran cantidad de propietarios, que no tienen límites definidos y que a menudo alteran la posición de las parcelas año a año.… Para adquirir tierra de un propietario titular, o peor aun, de un ocupante sin título, era un negocio bastante inseguro, y a menudo, todavía lo es. La dificultad, en cambio, se esta resolviendo aunque muy lentamente, por los asentamientos. Las reclamaciones son registradas y examinadas por asistentes de Funcionarios de Conciliación palestinos, mientras que los casos en disputa son atendidos por Funcionarios de Conciliación británicos... Incluso en áreas que no están bajo asentamientos, un propietario de tierras, puede solicitar un registro acreditado de un título en un registro topográfico moderno, pero si hay una disputa, esta debe ser resuelta por el tribunal de tierras, un proceso mucho mas lento y caro que una investigación y decisión por un Funcionario de Conciliación. 

## Publicaciones notables
- Mapas topográficos 1:100.000 (ver aquí): Para 1938 los mapas topográficos 1/100.000 habían sido completados hasta el sur de Beersheba.
- Mapas administrativos 1:250.000 (ver aquí): Los mapas administrativos 1:250.000, en tres hojas, seguidos por los mapas 1:100.000.
- Mapa motor 1:500.000 (ver aquí): El mapa motor 500.000 seguido del mapa 1:100.000.[13]
- Mapas topográficos 1:20.000 (ver aquí): Para 1940, habían sido publicadas 45 hojas 1:20.000, principalmente cubriendo el área costera. Para 1948, 150 hojas 1:20.000 hojas habían sido publicadas, cubriendo el norte de la región de Beersheba.[15]
- Mapas de Jerusalén 1:10.000 y 1:2.500 (ver aquí): En 1936 se publicó el primer mapa detallado 1:2.500 de la Ciudad Vieja de Jerusalén desde el Mapa Cartográfico de Jerusalén de 1865.[24] Estuvo seguido por planos provisionales y entornos de Jerusalén 1/5.000, que se redujeron a escala 1/10.000 para impresión general.[24]
- Mapas históricos (ver aquí): El departamento también creó mapas "históricos": "Mapa de Palestina romana" (1936), "Palestina de las Cruzadas" (1937) y "Palestina del Viejo Testamento " (1939).[13][25][26][27][28][29][30][31]

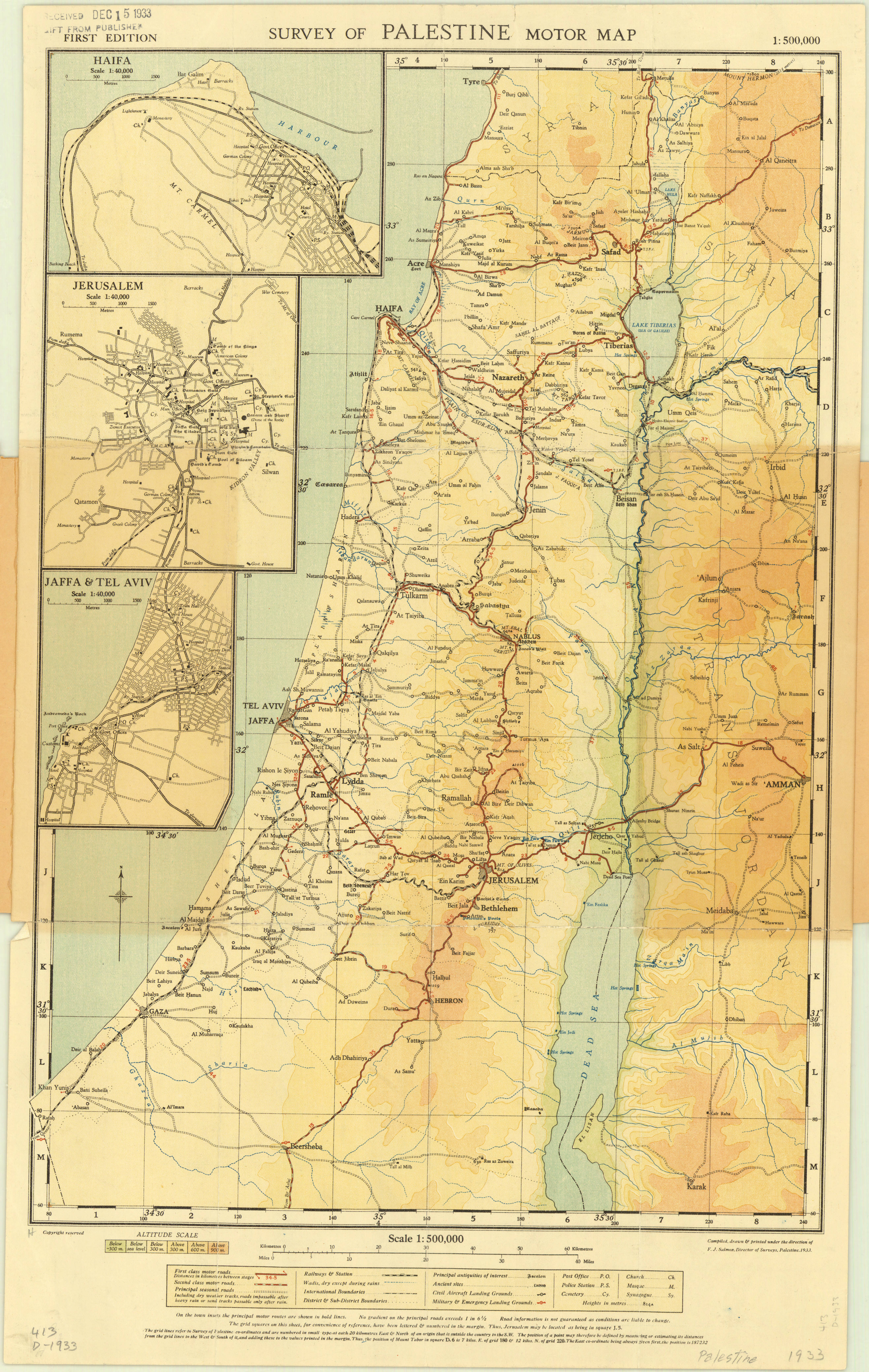
1933 Mapa motor de Palestina, 1:500.000
Palestina de las Cruzadas, 1:350.000
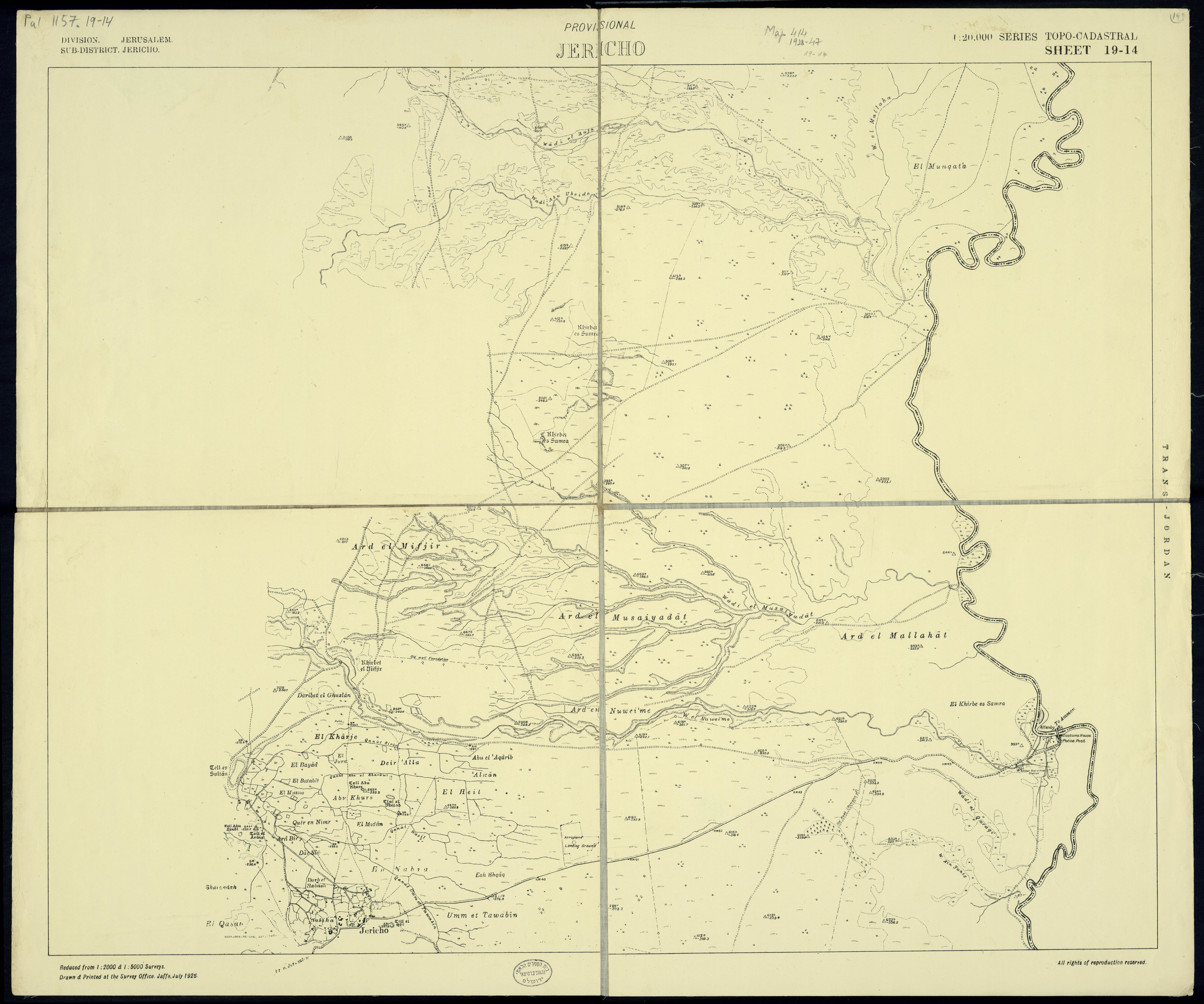
1928 Mapa de la región de Jericó, 1:20.000
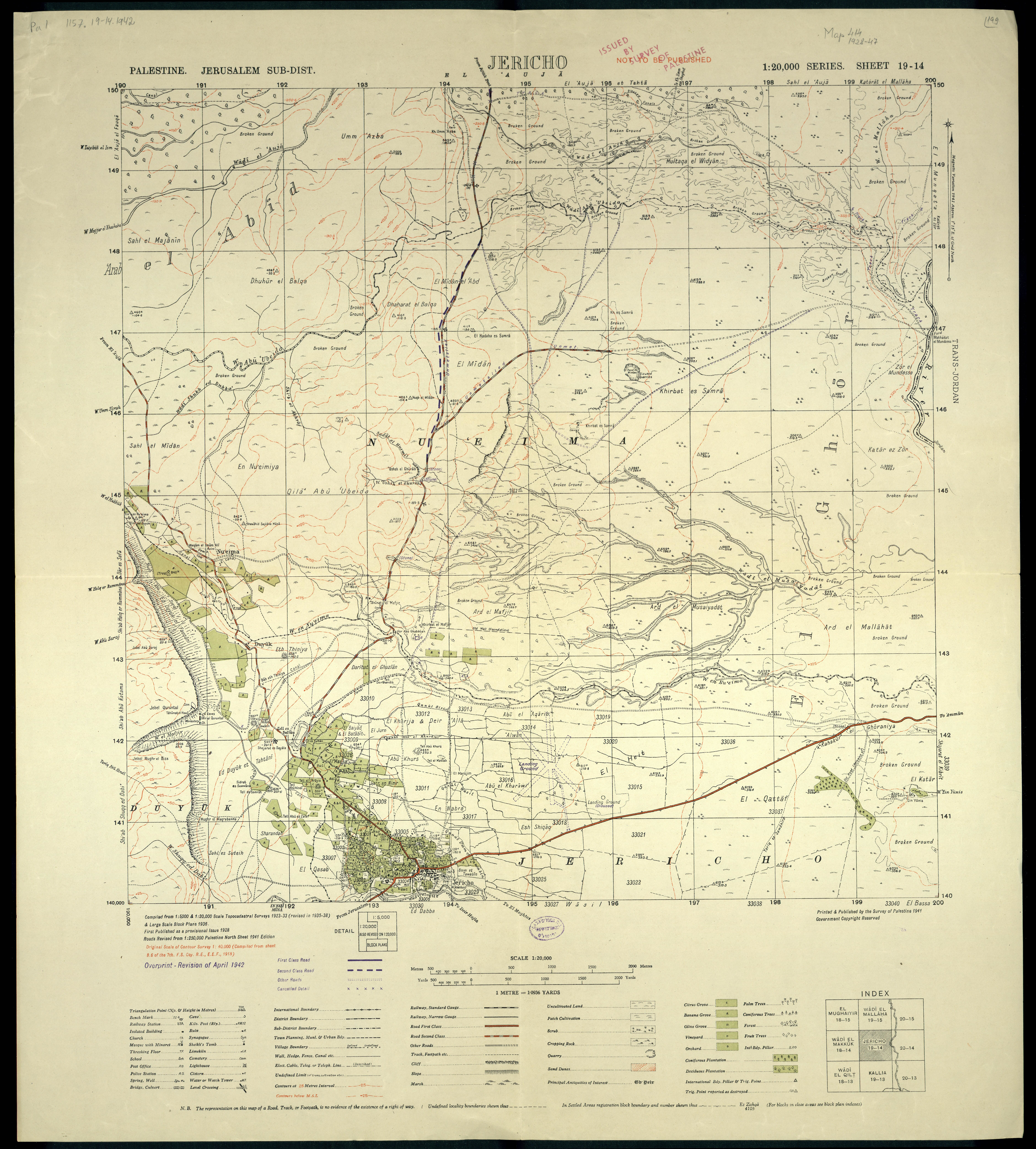
1942 Mapa de la región de Jericó, 1:20.000
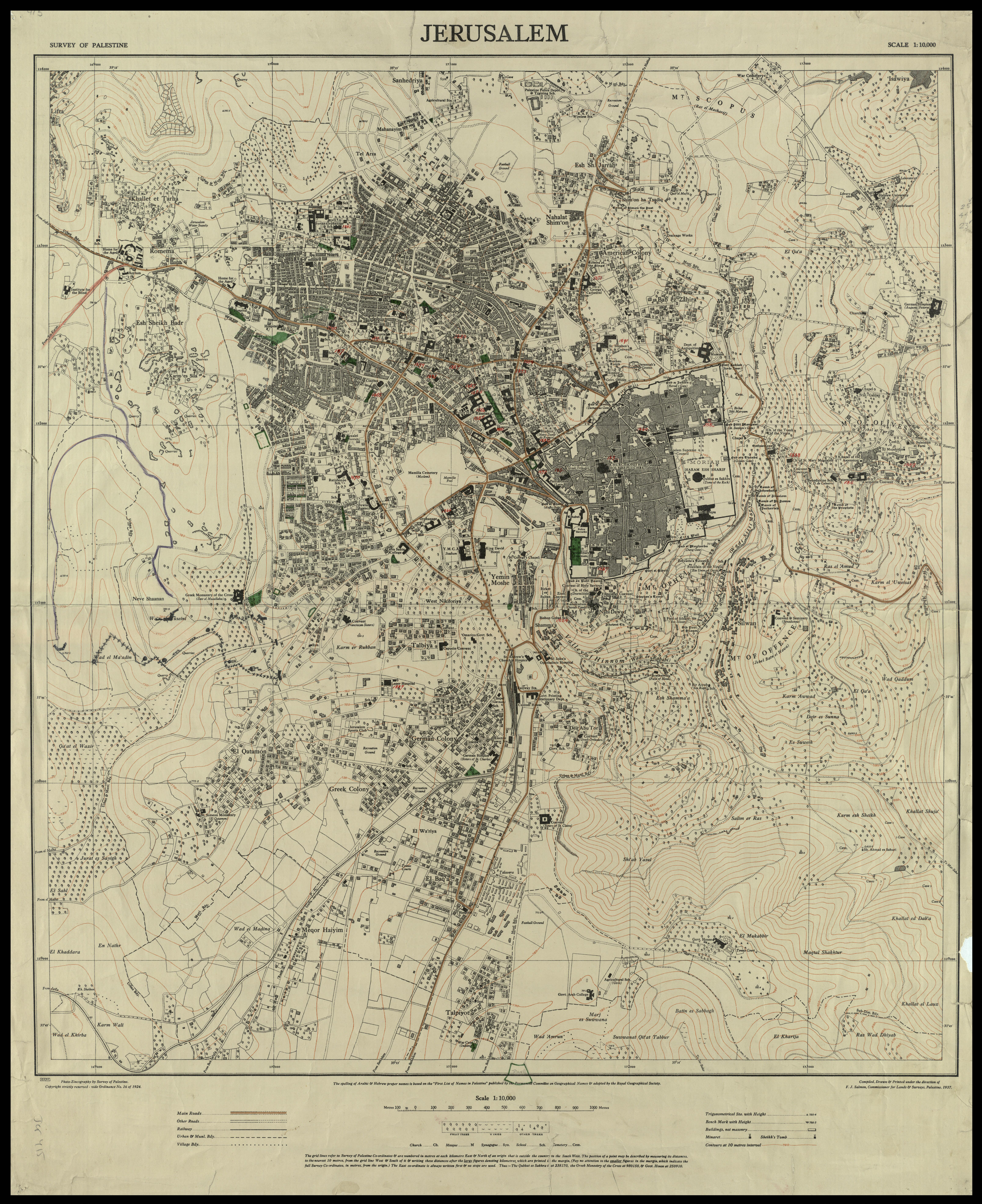
1937 Mapa de Jerusalén, 1:10.000

## Leyes importantes del servicio cartográfico (normativa)
Las leyes de gobierno del Mandato reguló y potenció el estudio cartográfico, los cartógrafos y las tasas de cartografía.
- Normativa de levantamiento catastral de 1920, publicada en el Boletín Oficial en julio de 1920. Inicialmente limitada al distrito de Gaza y Beersheba, se extendió a todo el país en febrero de 1921.
- Normativa de topógrafos de 1925, publicada el 1 de mayo de 1925, requería el registro de la propiedad de tierras según un plan aprobado y estandarizó los requisitos para ese tipo de mapas topográficos.[32]
- Normativa de asentamiento en tierras de 1928, estableció el uso del Sistema Torrens de registro de la propiedad catastral[32]
- Normativa topográfica, Regulación de topógrafos de 1930, requería ciertas escalas métricas, tal como un "múltiplo par de 1:10.000" y para propiedades individuales "una escala de 1:2.500, 1:625, o mayor".[32]
- Normativa topográfica, Regulación de topógrafos de 1938, actualización de la normativa anterior, que no fue anulada y reemplazada hasta la regulación topográfica de Israel el 5 de agosto de 1965.[32]

## Directores
- Jun. – dic. 1920: Comandante Cecil Verdon Quinlan[33]
- 1920–1931/2: Comandante Cuthbert Hilliard Ley[33]
- 1931–1933: Robert Barker Crusher (en funciones)[33]
- 1933–1938: Teniente coronel Frederick John Salmon "Comisionado de tiereras y topografía"[33]
- 1938–1939: James Nelson Stubbs (en funciones)[33]
- 1940–1948: Andrew Park Mitchell[33]

## Sede

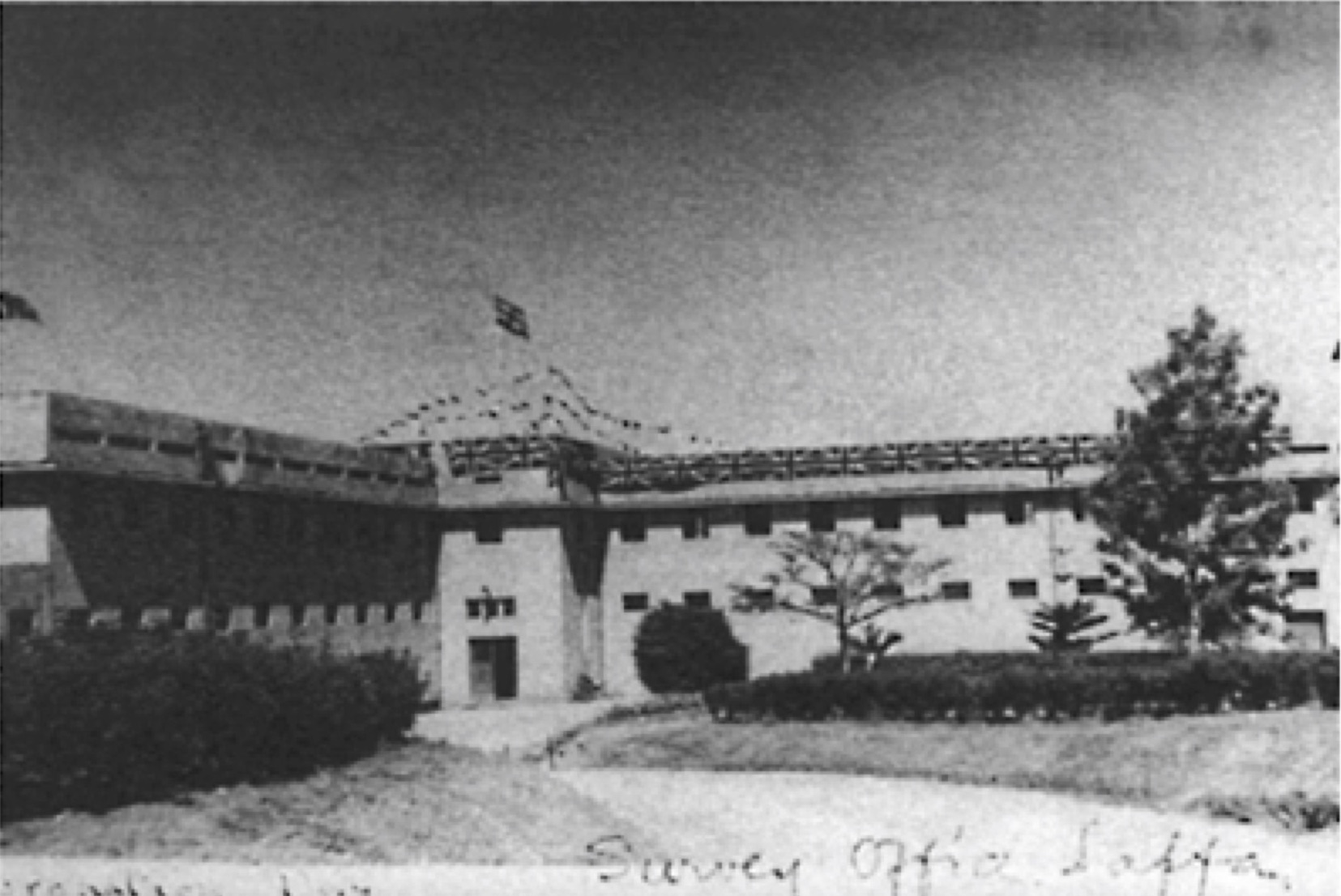
La sede del Departamento topográfico de Palestina en 1930

La primera sede — a principios de 1920 — estaba en la Ciudad de Gaza; se trasladó a Jaffa unos meses después. El 1 de enero de 1931, se inauguró un edificio ex profeso para alojar al departamento, en el extremo sur de un solar de 30 acres (12,1 ha) cerca de la Colonia germano-americana a las afueras de Tel Aviv (la localización puede ser vista en 

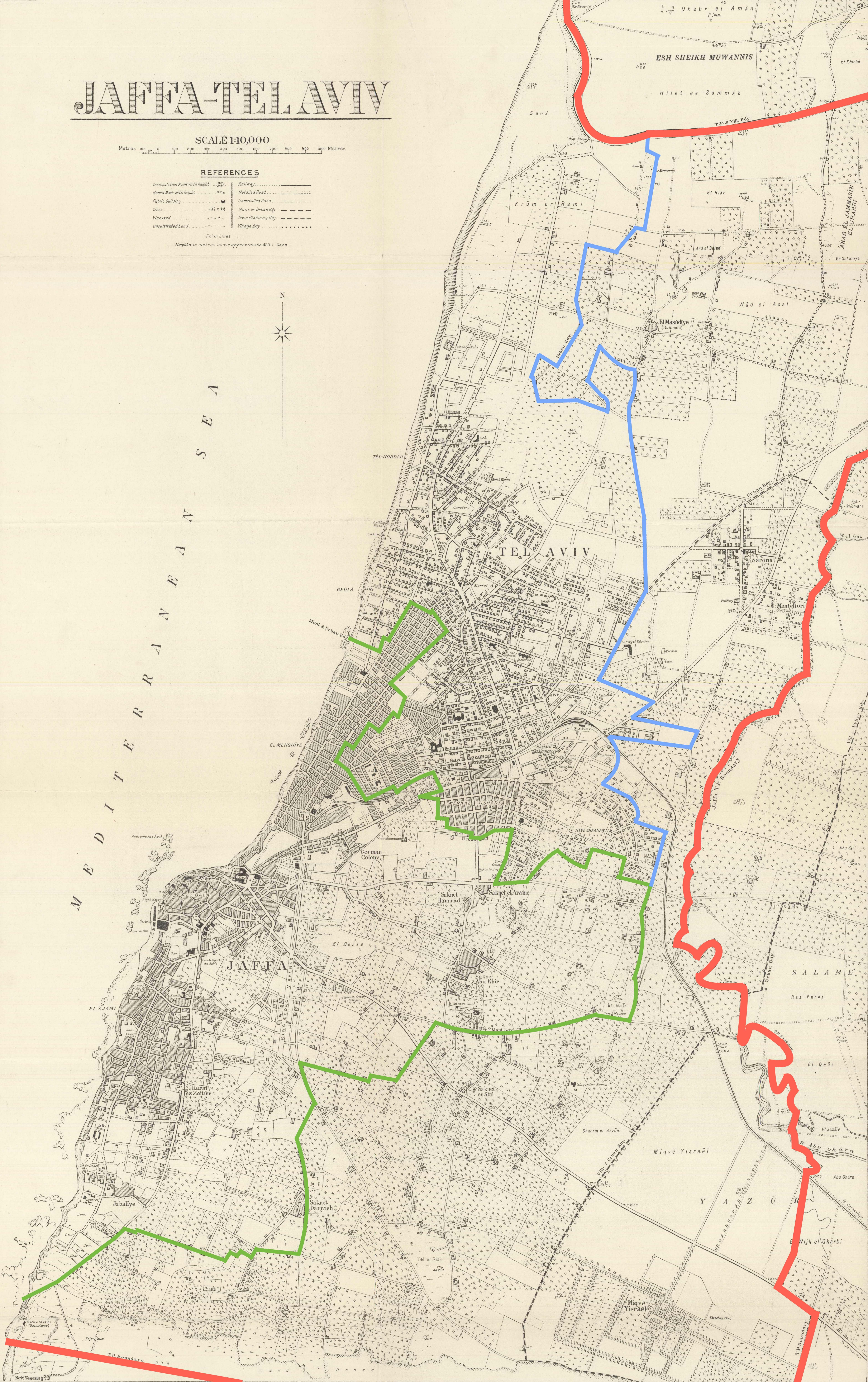
Mapa de 1930

). La localización de la sede en la planicie costera favorecido por el asentamiento sionista, junto con el hecho de que todas las otras oficinas del gobierno del mandato estuvieran en Jerusalén, se ha dicho que enfatizó "el fuerte vínculo entre el departamento catastral de Palestina y los objetivos sionistas". Hubo intenciones de trasladar la oficina a Jerusalén en 1925, 1293 y 1935, pero fueron en vano.

## Mapas de Jerusalén y entornos de 1945
| 1:10,000                                    | 1:10,000 | 1:10,000 | 1:5,000 | 1:5,000 | 1:5,000 |   | 1:2,500 | 1:2,500 |  |
| A                                           | B        |          |         | A       | B       |   |         |         |  |
| ------------------------------------------- | -------- | -------- | ------- | ------- | ------- | - | ------- | ------- |  |
|                                             |          | 1        |         |         |         | 1 |         |         |  |
|                                             |          | 2        |         |         |         | 2 |         |         |  |
|                                             |          | 3        |         |         |         |   |         |         |  |
| Cada hoja es una imagen separada con enlace |          |          |         |         |         |   |         |         |  |

## Mapas 1:20.000 – los primeros disponibles
| 29 |
| 28 |
| 27 |
| 26 |
| 25 |
| 24 |
| 23 |
| 22 |
| 21 |
| 20 |
| 19 |
| 18 |
| 17 |
| 16 |
| 15 |
| 14 |
| 13 |
| 12 |
| 11 |
| 10 |
| 9  |
| 8  |
| 7  |

## Lectura adicional
- Horovitz, Yechiel (Hilik). «The Survey of Israel Heritage Website (Fig Working Week Pre-Conference Workshop Eilat, 3 May 2009)». fig.net.
- Khalidi, Walid (1992). All That Remains: The Palestinian Villages Occupied and Depopulated by Israel in 1948. Inst for Palestine Studies. ISBN 978-0-88728-224-9.
- Loxton, J.W. (1947). «Systematic Surveys for Settlement of Title and Registration of Rights to Land in Palestine». Report of the Conference of Colonial Government Statisticians. H.M. Stationery Office.
- Mankin, J.H. (1968). «Not in the Book: Reminiscences of Cadastral Surveying in Palestine 40 Years Ago». Survey Review 19 (148): 251-255. doi:10.1179/sre.1968.19.148.251. (requiere suscripción)
- Salmon, F.J. (1938a). «Cadestral Air Survey». Empire Survey Review 4 (28): 334-338. doi:10.1179/sre.1938.4.28.334. (requiere suscripción)
- Salmon, F.J. (1938b). «The "land" of Palestine». Journal of the Royal Central Asian Society 25 (4): 542-553. doi:10.1080/03068373808730872. (requiere suscripción)
- Sitta, Salman Abu (2016). Mapping My Return: A Palestinian Memoir. Oxford University Press. ISBN 978-977-416-730-0.
- Sitta, Salman Abu (2010). Atlas of Palestine, 1917–1966. Palestine Land Society. p. 689. ISBN 978-0-9549034-2-8.
- Srebro, Haim (2009). 60 Years of Surveying and Mapping Israel, 1948-2008. Survey of Israel. ISBN 978-965-91256-1-6.
- «Detailed Map Series from the British Mandate Period». National Library of Israel. Consultado el 2 de junio de 2020.
- «Mandate for Palestine – Report of the Mandatory to the League of Nations (Report by His Majesty's Government in the United Kingdom of Great Britain and Northern Ireland to the Council of the League of Nations on the Administration of Palestine and Trans-Jordan for the year 1930)». The Question of Palestine. United Nations. Consultado el 2 de junio de 2020.
- «Palestine: Annual Report, 1936, of the Department of Lands and Surveys». Empire Survey Review 4 (28): 362-380. 1938. doi:10.1179/sre.1938.4.28.362. (requiere suscripción)

- Datos: Q95722005
- Multimedia: Survey of Palestine / Q95722005